# 20 décembre
Pour les articles homonymes, voir Vingt-Décembre.
20 novembre 20 janvier
Chronologies thématiques
- Croisades
- Ferroviaires
- Sports
- Disney
- Anarchisme
- Catholicisme

Abréviations / Voir aussi
- (° 1852) = né en 1852
- († 1885) = mort en 1885
- a.s. = calendrier julien
- n.s. = calendrier grégorien
- Calendrier
- Calendrier perpétuel
- Liste de calendriers
- Naissances du jour

Le 20 décembre est le 354e jour de l'année du calendrier grégorien, le 355e en cas d'année bissextile. Il reste 11 jours avant la fin de l'année.
C'est une date possible mais rare pour le solstice, d'hiver ou d'été selon l'hémisphère terrestre nord ou sud, entre ce 20 et le 23 décembre.
C'était généralement le 30e et dernier jour du mois de frimaire dans le calendrier républicain français, officiellement dénommé jour de la pelle.

## Événements

### XVIesiècle
- 1582 : sous le roi Henri III, adoption en France du calendrier papal grégorien, par lequel on passe directement du 9 décembre au 20 décembre.

### XVIIIesiècle

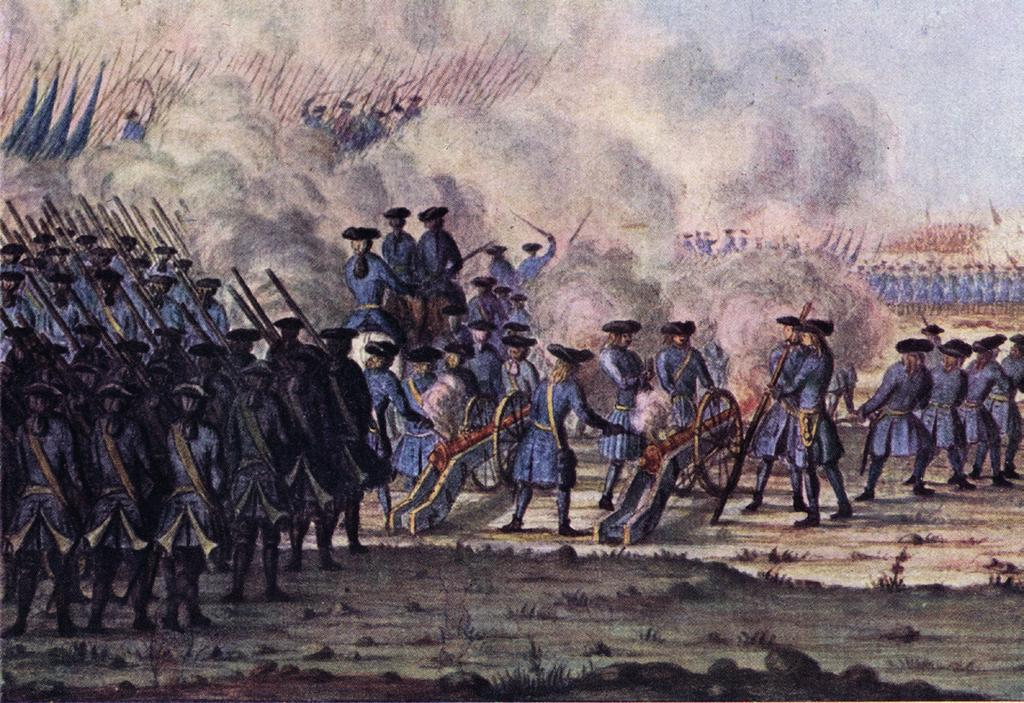
La bataille de Gadebusch.

- 1712 : bataille de Gadebusch, pendant la grande guerre du Nord.

### XIXesiècle
- 1808 : début du second siège de Saragosse, pendant l'invasion napoléonienne de l'Espagne.
- 1833 : arrivée du premier vaisseau venant rétablir la souveraineté britannique aux îles Malouines.
- 1848 : abolition de l'esclavage à La Réunion, possession française de l'Océan indien, commémorée par la fête Cafres.
- 1860 : sécession de la Caroline du Sud.

### XXesiècle

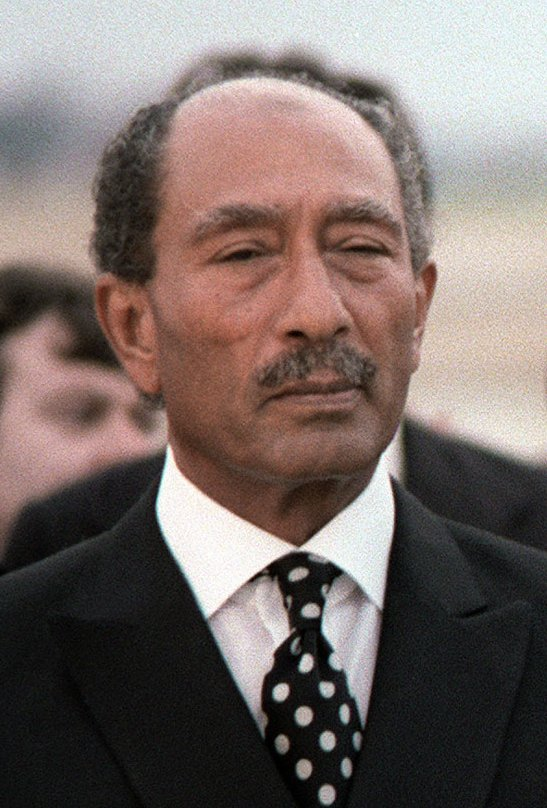
Anouar el-Sadate.

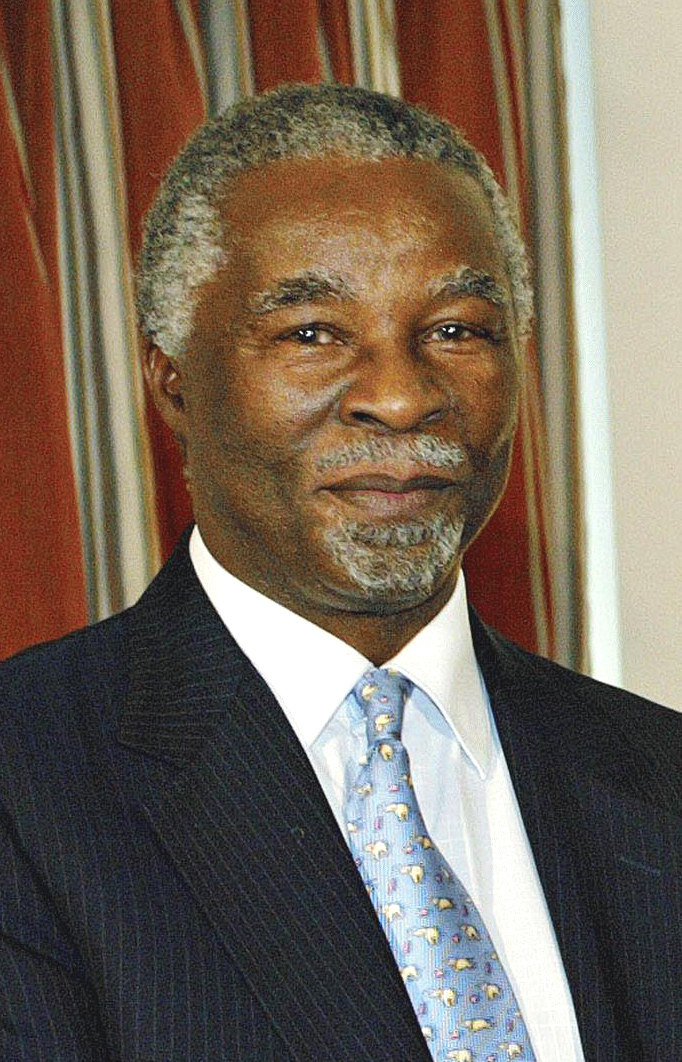
Thabo Mbeki.

- 1917 : création de la Tcheka bolchévique, entre Guépéou tsariste et KGB soviétique.
- 1924 : sortie de prison d'Hitler, enfermé à la suite du putsch de la brasserie.
- 1933 : la Bolivie et le Paraguay signent un cessez-le-feu, pendant la guerre du Chaco[2].
- 1943 : les Japonais sont vaincus par les Chinois, à la bataille de Changde.
- 1955 : après un référendum, le gouvernement du Royaume-Uni déclare la cité de Cardiff capitale du pays de Galles.
- 1969 : en Égypte, Gamal Abdel Nasser nomme Anouar el-Sadate vice-président.
- 1970 : Wladyslaw Gomulka est forcé de démissionner de son poste de premier secrétaire du Parti communiste polonais, après les émeutes de la Baltique.
- 1973 : l'amiral Luis Carrero Blanco, président du gouvernement espagnol sous Franco, est assassiné par l'ETA, organisation indépendantiste basque.
- 1989 :
  - Timişoara est la première ville de Roumanie à être « libérée » du régime de Nicolae Ceaușescu.
  - début de l'invasion du Panama par les États-Unis.
- 1992 : élection présidentielle en Serbie et au Monténégro, marquée par des irrégularités[3] : Slobodan Milosevic (ex-communiste) est réélu président de la Serbie, avec 56,32 % des voix.[réf. nécessaire]
- 1994 : déclenchement de la crise économique mexicaine.
- 1995 : passation officielle des pouvoirs de l'ONU à l'OTAN, en Bosnie-Herzégovine.
- 1997 : en Afrique du Sud, Nelson Mandela fait ses adieux à l'ANC ; son « dauphin » Thabo Mbeki lui succède à la présidence.
- 1999 : établissement de la région administrative spéciale de Macao, territoire rétrocédé par le Portugal à la Chine.

### XXIesiècle
- 2011 : massacre de Kafroueid, pendant la guerre civile syrienne.
- 2013 : après dix ans d’incarcération, l’ancien oligarque russe Mikhaïl Khodorkovski est libéré, à la suite d'une grâce présidentielle par Vladimir Poutine. Il se réfugie alors en Allemagne.
- 2015 : à la suite des élections générales en Espagne, le PP de Mariano Rajoy perd la majorité absolue au Congrès des députés, et aucune majorité parlementaire cohérente ne se dégage.
- 2018 : élections législatives au Togo.
- 2023 : en République démocratique du Congo,  l’élection présidentielle[4] est couplée avec les législatives[5].

## Art, culture et religion
- 1046 : début du synode de Sutri.
- 1334 : élection du pape Benoît XII.
- 1812 : les frères Grimm publient la première édition des Contes de l'enfance et du foyer.
- 1963 : sortie dans les salles parisiennes du film Le Mépris, de Jean-Luc Godard.
- 2002 : le pape Jean-Paul II homologue un miracle accompli par Mère Teresa[6].
- 2007 : vol du Portrait de Suzanne Bloch, alors estimé à 50 millions d'euros.
- 2014 : le cardinal français Jean-Louis Tauran est nommé camerlingue par le pape François.

## Sciences et techniques
- 1951 : mise en service de la première centrale nucléaire du monde, l'Experimental Breeder Reactor I (EBR-I), construite au laboratoire national de l'Idaho, aux États-Unis.
- 1975 : en Île-de-France, TF1 passe en couleur et fait tirer un feu d'artifice depuis la tour Eiffel pour l'événement.
- 2011 : découverte des deux premières exoplanètes de taille terrestre, Kepler-20e et Kepler-20f.

## Économie et société
- 1675 : lettre de Madame de Sévigné à l'un de ses cousins paternels, depuis son château marital aux marches de la Bretagne[7].
- 1971 : fondation de Médecins sans frontières.
- 1994 : le champion tchécoslovaque de tennis ex-no 1 mondial Ivan Lendl prend sa retraite de joueur à 34 ans[8].
- 2015 : les Slovènes se prononcent par référendum contre le mariage homosexuel.
- 2021 : un naufrage a lieu au large de Madagascar et un hélicoptère militaire s'écrase non loin le lendemain fait 84 morts[9].
- 2024 : en Allemagne, un attentat s'est produit à Magdebourg tuant 5 personnes et faisant 200 blessés (autorités allemandes)[10].

## Naissances

### XVIesiècle
- 1537 : Jean III, roi de Suède de 1568 à 1592 († 27 novembre 1592).

### XVIIesiècle
- 1625 : Thomas Esterhazy, noble et militaire hongrois († 26 août 1652).
- 1629 : Pieter de Hooch, peintre néerlandais († 24 mars 1684).
- 1648 : Tommaso Ceva, professeur et mathématicien italien († 3 février 1737).
- 1676 : Léonard de Port-Maurice, religieux franciscain italien († 26 novembre 1751).

### XVIIIesiècle
- 1724 : Johann Nikolaus Seip, théologien luthérien allemand († 24 septembre 1789).
- 1792 : Nicolas-Toussaint Charlet, peintre français († 30 octobre 1845).

### XIXesiècle
- 1807 : Hippolyte Lucas, écrivain britto-français († 16 novembre 1878).
- 1868 : Harvey Firestone, industriel américain († 7 février 1938).
- 1876 :
  - Cocherito de Bilbao (Cástor Jaureguibeitia Ibarra dit), matador espagnol († 4 janvier 1928).
  - Antonio Montes, matador espagnol († 17 janvier 1907).
- 1881 : Wesley Branch Rickey, gérant de baseball américain († 9 décembre 1965).
- 1886 : 
  - René Bedel, aviateur français († 9 juillet 1912).
  - Hazel Hotchkiss, joueuse de tennis américaine († 5 décembre 1974).
- 1890 : Jaroslav Heyrovsky, physico-chimiste tchèque, prix Nobel de chimie en 1959 († 27 mars 1967).
- 1894 : Robert Menzies, homme politique australien, 12e Premier ministre d’Australie († 15 mai 1978).
- 1897 : Jacques de Bernonville, homme politique et collaborateur français († 27 avril 1972).
- 1898 : Irene Dunne, soprano et actrice américaine († 4 septembre 1990).

### XXesiècle
- 1901 : Robert Van de Graaff, physicien américain († 16 janvier 1967).
- 1902 : Jolán Földes, écrivaine hongroise († octobre 1963).
- 1903 : Georges Antenen, coureur cycliste suisse († 25 mars 1979).
- 1905 : William Joseph « Bill » O'Reilly, joueur de cricket australien († 6 octobre 1992).
- 1906 : Elemer Vagh Weinmann, peintre hongrois († 4 janvier 1994).
- 1907 : Paul Francis Webster, parolier américain († 18 mars 1984).
- 1908 : Dennis Morgan, acteur et chanteur américain († 7 septembre 1994).
- 1909 : Ambrozi « Amby » Paliwoda, animateur américain († 9 juin 1999).
- 1910 : 
  - Pablo Caliéro (Paul Moulin-Chalier dit), musicien et compositeur français († 13 février 2002).
  - Helene Mayer, escrimeuse allemande, championne olympique en 1928 († 15 octobre 1953).
- 1911 : Samuel Francis Boys, chimiste, théoricien et numéricien britannique († 16 octobre 1972).
- 1912 : Arthur « Art » Owen Mollner, joueur américain de basket-ball († 16 mars 1995).
- 1913 : Ernst Ihbe, coureur cycliste allemand († 30 août 1992).
- 1914 : Colette Mareuil (Colette Roussel dite), actrice et chanteuse française († 12 novembre 1991).
- 1915 :
  - Natalia Dumitresco, peintre non figuratif d'origine roumaine († 3 juillet 1997).
  - Aziz Nesin, écrivain, journaliste, chroniqueur, éditorialiste, dramaturge et humoriste turc († 5 juillet 1995).
- 1916 : Michel Chartrand, syndicaliste québécois († 12 avril 2010).
- 1917 : Audrey Totter, actrice américaine († 12 décembre 2013).
- 1918 : Jean Marchand, syndicaliste et homme politique québécois († 28 août 1988).
- 1919 :
  - Victor Desmet, résistant français, compagnon de la Libération († 29 janvier 2018).
  - Fernand Massay, footballeur belge († 13 décembre 2010).
- 1921 : George Roy Hill, cinéaste américain († 27 décembre 2002).
- 1922 : 
  - Thomas Stephen « Tom » Gries, producteur, réalisateur et scénariste américain († 3 janvier 1977).
  - Tony Vaccaro (Michelantonio Celestino Onofrio V.), photographe et photojournaliste américain de guerre († 28 décembre 2022).
- 1925 : Robert Frans Marie « Bob » de Moor, dessinateur belge († 26 août 1992).
- 1926 : Nicole Maurey, actrice française († 11 mars 2016).
- 1932 : John Hillerman, acteur américain († 9 novembre 2017).
- 1934 : Julius Riyadi Darmaatmadja, cardinal indonésien, archevêque émérite de Jakarta depuis 2010.
- 1936 : Julie Stevens (en), actrice anglaise.
- 1937 : Ernest-Antoine Seillière de Laborde, haut fonctionnaire et syndicaliste du patronat français.
- 1939 : Kathryn Joosten, actrice américaine († 2 juin 2012).
- 1942 : Robert Lee « Bob » Hayes, athlète et joueur américain de football américain († 18 septembre 2002).
- 1943 : Claude Pierrard, journaliste et animateur de télévision français.
- 1945 :
  - Peter Criss (George Peter John Criscuola dit), musicien américain du groupe Kiss.
  - Jean-Marc Guillou, footballeur puis entraîneur français.
- 1946 :
  - Aíto García Reneses, entraîneur espagnol de basket-ball.
  - John Spencer (John Speshock dit), acteur américain († 16 décembre 2005).
- 1947 : 
  - Jean-Pierre Descombes, coanimateur de télévision et chauffeur de salles français.
  - Malcolm Cooper, tireur sportif britannique, double champion olympique († 9 juin 2001).
- 1948 :
  - Jean-Noël Huck, footballeur puis entraîneur français.
  - Alan Parsons, musicien, ingénieur du son et producteur britannique.
  - Daniel Rebillard, coureur cycliste français, champion olympique.
- 1949 : Cecil Cooper, joueur et dirigeant de baseball américain.
- 1950 :
  - Carolyn Bennett, femme politique canadienne.
  - Bruno Moynot, acteur français.
  - Théodule Toulotte, lutteur français.
- 1951 : Wolfgang Güldenpfennig, rameur d'aviron est-allemand, champion olympique.
- 1956 : Anita Ward, chanteuse américaine.
- 1958 : Atsuji Miyahara, lutteur japonais, champion olympique.
- 1960 : Kim Ki-duk, cinéaste coréen († 11 décembre 2020).
- 1961 :
  - Josée Beaudin, femme politique québécoise.
  - Frederick Burdette Spencer, pilote de vitesse moto américain.
  - Yvan Le Bolloc'h, animateur, acteur et musicien français.
- 1963 : Irwan Prayitno, homme politique indonésien.
- 1964 : Vincent Prolongeau, homme d'affaires français.
- 1966 :
  - François Massicotte, humoriste québécois.
  - Hélène Rollès, actrice et chanteuse française.
- 1968 : 
  - Karl Wendlinger, pilote de F1 et de courses automobile d'endurance autrichien.
  - Doina Ignat, rameuse d'aviron roumaine, quadruple championne olympique.
- 1970 : Nicole de Boer, actrice canadienne.
- 1973 :
  - Nadia Farès, actrice française.
  - Antti Kasvio, nageur finlandais.
- 1974 :
  - Daisuke Andou (安藤大介), musicien japonais, guitariste du groupe Dir en grey.
  - Carlos Da Cruz, cycliste sur route et sur piste français.
  - Pietro Piller Cottrer, skieur de fond italien.
- 1976 :
  - Benoît August, joueur de rugby français.
  - Kevin Houston, basketteur américain.
- 1978 : Andreï Markov (Андрей Викторович Марков), hockeyeur russe.
- 1979 :
  - Emilija Podrug, basketteuse croate.
  - Michael Rogers, cycliste sur route australien.
- 1980 :
  - Ashley Cole, footballeur britannique.
  - Nouha Diakité, joueur de basketball franco-malien.
- 1981 :
  - Julien Benneteau, joueur de tennis français.
  - Royal Ivey, basketteur américain.
  - James Shields, joueur de baseball américain.
  - Roy Williams, joueur américain de football américain.
- 1982 :
  - Keny Arkana, rappeuse française.
  - David Cook, auteur-compositeur et interprète américain.
  - Vedran Princ, basketteur bosnien.
  - David Wright, joueur de baseball américain.
- 1983 :
  - Kees Akerboom Jr, basketteur néerlandais.
  - Jonah Hill, acteur américain.
  - Lucy Pinder, mannequin britannique.
- 1985 : Usul, vidéaste français.
- 1989 : Christopher Tanev, hockeyeur sur glace canadien.
- 1990 : JoJo (Joanna Marie Levesque dite), chanteuse et actrice américaine.
- 1991 : Fabian Schär, footballeur international suisse.
- 1992 : Adut Bulgak, basketteuse canadienne.
- 1994 : Wes Iwundu, basketteur américain.
- 1994 : Emmanuel Niyoyabikoze, sage-femme et militant écologiste burundais.
- 1995 : 
  - Irama né Filippo Maria Fanti (1995-) chanteur italien.
  - Feliks Zemdegs, champion australien de Rubik's Cube.
- 1996 : Jarrod Bowen, footballeur international anglais.
- 1998 : Kylian Mbappé, footballeur international français.

## Décès

### XIIIesiècle
- 1295 : Marguerite de Provence, reine de France de 1234 à 1270, épouse de Louis IX (° 1221).

### XIVesiècle
- 1355 : Stefan Uroš IV Dušan, roi de Serbie de 1331 à 1346 et empereur des Serbes et des Romains de 1346 à 1355 (° 26 juillet 1308).

### XVIesiècle
- 1590 : Ambroise Paré, chirurgien et anatomiste français (° vers 1509).
- Juan de Lanuza y Urrea : juge du Royaume d'Aragon (°1564)

### XVIIIesiècle
- 1722 : Kangxi (Xuányè / 玄晔 dit), empereur chinois de la dynastie Qing, de 1661 à 1722 (° 4 mai 1654).
- 1764 : Erik Pontoppidan, théologien et zoologiste danois (° 24 août 1698).
- 1783 : Antonio Soler, religieux, compositeur et claveciniste espagnol (° 3 décembre 1729)
- 1800 : Jean-Baptiste Grosson, notaire et historien français (° 20 août 1733).

### XIXesiècle
- 1838 : Hégésippe Moreau (Pierre-Jacques Roulliot dit), écrivain, poète et journaliste français (° 8 avril 1810).
- 1877 : Heinrich Daniel Ruhmkorff, physicien allemand (° 15 janvier 1803).
- 1886 : Johann Horner, ophtalmologue suisse (° 27 mars 1831).

### XXesiècle
- 1911 : Paul Topinard, médecin et anthropologue français. (° 4 novembre 1830).
- 1914 : Paul Chailley, officier de marine français (° 6 février 1886).
- 1917 : Lucien Petit-Breton, cycliste sur route français. (° 18 octobre 1882).
- 1925 : Edward Sylvester Morse, naturaliste américain (° 18 juin 1938).
- 1929 : Émile Loubet, avocat et homme politique français, président de la République française de 1899 à 1906 (° 30 décembre 1838).
- 1937 : Erich Ludendorff, général allemand (° 9 avril 1865).
- 1939 : Hans Langsdorff, officier allemand (° 20 mars 1894).
- 1941 : Amédée Gosselin, prêtre catholique, historien et enseignant québécois (° 30 septembre 1863).
- 1954 :
  - James Hilton, romancier britannique (° 9 septembre 1900).
  - Roland Schmitt, footballeur puis entraîneur français (° 5 juin 1912).
- 1968 :
  - Max Brod (מקס ברוד), écrivain israélien (° 27 mai 1884).
  - Dmitri Pokrass, compositeur soviétique (° 26 octobre 1899).
  - John Steinbeck, romancier et scénariste américain, prix Nobel de littérature en 1962 (° 27 février 1902).
- 1973 :
  - Luis Carrero Blanco, amiral et homme politique espagnol, chef du gouvernement espagnol en 1973 (° 4 mars 1903).
  - Bobby Darin (Walden Robert Cassotto dit), chanteur américain (° 14 mai 1936).
- 1974 : 
  - Georges Cochevelou (Jord ou Jorj Kochevelou), traducteur, musicien, artisan, et luthier breton ès harpe celtique (° 16 mai 1889).
  - André Jolivet, compositeur français (° 8 août 1905).
- 1982 : Arthur Rubinstein, pianiste suisse d'origine polonaise (° 28 janvier 1887).
- 1984 : Stanley Milgram, psychologue américain (° 15 août 1933).
- 1988 : Joseph-Alphonse Ouimet, ingénieur québécois, le « père de la télévision canadienne » (° 12 juin 1908).
- 1994 : David Dean Rusk, homme politique américain (° 9 février 1909).
- 1995 : Claude Le Hénaff, officier de la France libre, compagnon de la Libération, général (° 2 mai 1922).
- 1996 :
  - Amata Kabua , homme d'État marshallais (° 17 novembre 1928).
  - Carl Sagan, scientifique et astronome américain (° 9 novembre 1934).
- 1997 :
  - David Bradley, réalisateur, acteur et producteur américain (° 6 avril 1920).
  - Denise Levertov, poétesse américaine  (° 4 novembre 1830).
  - Fyodor Simashev (Федор Петрович Симашев), fondeur soviétique puis russe (° 13 mars 1945).
- 1998 :
  - André Dewavrin dit le colonel Passy, résistant français (° 9 juin 1911).
  - Jean Farran, journaliste français (° 9 septembre 1920).
- 1999 :
  - Riccardo Freda, réalisateur, scénariste et acteur italien (° 24 février 1909).
  - Hank Snow, chanteur et guitariste de musique country d’origine canadienne (° 9 mai 1914).

### XXIesiècle
- 2001 :
  - Walter Joachim, violoncelliste et professeur de musique québécois d'origine allemande (° 5 mai 1912).
  - Jacques Mauclair, acteur français (° 12 janvier 1919).
  - Léopold Sédar Senghor, poète, essayiste, académicien et président de la République du Sénégal (° 9 octobre 1906).
- 2002 : 
  - Francine de Selve, écrivain français (° 15 mars 1920).
  - Gabrielle Wittkop, née Gabrielle Ménardeau, femme de lettres française (° 20 mai 1920)
- 2005 : Argentina Brunetti, actrice américaine (° 31 août 1907).
- 2007 : Christian Bourgois, éditeur français (° 21 septembre 1933).
- 2008 :
  - Olga Lepechinskaïa (Ольга Васильевна Лепешинская), danseuse de ballet russe (° 28 septembre 1916).
  - Robert Mulligan, réalisateur américain (° 23 août 1925).
- 2009 : Brittany Murphy (Brittany Anne Bertolotti dite), chanteuse et actrice américaine (° 10 novembre 1977).
- 2010 : Jean-Pierre Leloir, photographe français (° 27 juin 1931).
- 2012 : Leslie Claudius, hockeyeur sur gazon indien (° 25 mars 1927).
- 2014 : Karen McNally, sismologue américaine (° 1940).
- 2016 : Michèle Morgan (Simone Roussel dite), actrice française (° 29 février 1920).
- 2020 : Ned Wynn, acteur américain, fils de Keenan, petit-fils d'Ed (° 27 avril 1941).
- 2021 : 
  - Norberto Boggio, footballeur argentin (° 11 août 1931).
  - Jiří Čadek, footballeur tchécoslovaque puis tchèque (° 7 décembre 1935).
  - Pierre Cassignard, comédien et metteur en scène français (° 19 décembre 1965).
- 2022 :
  - Jacques Bachelot, coureur cycliste français (° 24 janvier 1938).
  - Mykola Berezutskiy, athlète de haies soviétique puis ukrainien (° 22 mars 1937).
  - Henri Debras, architecte belge (° 7 août 1925).
  - Quinn K. Redeker, acteur et scénariste américain (° 2 mai 1936).
  - Maya Ruiz-Picasso, historienne de l’art française, fille de Pablo Picasso et de Marie-Thérèse Walter (° 5 septembre 1935).
- 2023 :
  - Andrea Barberi, athlète de sprint italien (° 15 janvier 1979).
  - Carl Barzilauskas, joueur de football U.S. américain (° 19 mars 1951).
  - Mohammad Youssef Beydoun, homme politique libanais (° 1931).
  - André Chazel, acteur français (° 11 décembre 1933).
  - Fola Francis, styliste et activiste LGBTQIA+ nigériane (° 18 mars 1994).
  - Miguel Ángel Gozalo, journaliste et patron de presse espagnol (° 16 novembre 1938).
  - Harrie Smeets, prélat catholique néerlandais (° 22 octobre 1960).
  - Torben Ulrich, musicien de jazz, peintre, écrivain, réalisateur et ancien joueur de tennis danois (° 4 octobre 1928).
- 2024 : 
  - Tofiq Aghababayev, peintre soviétique puis azerbaïdjanais (° 8 septembre 1928).
  - A. F. Hassan Ariff, avocat bangladais (° 10 juin 19411).
  - Sugar Pie DeSanto, chanteuse de rhythm and blues américaine (° 16 octobre 1935).
  - George Eastham, footballeur anglais (° 23 septembre 1936).
  - Rickey Henderson, joueur de baseball américain (° 25 décembre 1958).
  - Thierry Jacob, boxeur français (° 8 mars 1965).
  - Kurt Laurenz Metzler, sculpteur suisse (° 26 janvier 1941).
  - Rey Misterio, Sr., catcheur mexicain (° 8 janvier 1958).

## Célébrations

### Internationales et nationales
- Nations unies : journée internationale de la solidarité humaine[11].

- Macao (Chine) : journée de l'établissement de la région administrative spéciale commémorant le transfert de souveraineté sur ce territoire d'Asie réalisé en 1999 du Portugal à la Chine[12].
- Myanmar ou ex-Birmanie : journée Bo Aung Kyaw (en) ou commémoration de son assassinat par la police coloniale britannique lors du troisième boycott des étudiants de l'Université de Rangoon en 1938.
- La Réunion (France ultramarine) : abolition de l'esclavage, « fêt kaf » commémorant le décret d'abolition pris par le sieur Sarda-Garriga en 1848[13].

### Religieuses
- Christianisme orthodoxe : mémoire de Jude / Thaddée l'un des douze apôtres directs de J.-C., avec lecture de Sg. 3, 1(-8) ; II Pi. 2, 9(-21) ; I Cor. 12, 26-31 et de Mc 3, 13-35 dans le lectionnaire de Jérusalem.

### Saints des Églises chrétiennes

#### Saints des Églises catholiques et orthodoxes
Saints des Églises catholiques et orthodoxes :
- Dominique de Brescia († vers 612), évêque italien.
- Esther († vers Ve siècle av. J.-C.), personnage biblique et hypothétique de l'Ancien Testament, reine de Perse.
- Eugène de Mauritanie († 362), avec Macaire, relégués dans un désert en Mauritanie (au niveau de la Tunisie actuelle), puis tués à coups d'épée, lors de la persécution de l'empereur Julien.
- Ignace d'Antioche († vers 113) — ou « Ignace le Théophore » —, deuxième évêque d'Antioche et de tout l'Orient, martyr à Rome sous Trajan (fêté le 17 octobre, en Occident, et le 20 décembre en Orient).
- Isaac (vers le dernier tiers du XIXe siècle av. J.-C.), personnage mythique du livre de la Genèse biblique, fils du nomade patriarche Abraham et de son épouse légitime Sarah.
- Jacob, personnage biblique, sans doute mythique, positionné entre le XVIIe siècle av. J.-C. et le XVe siècle av. J.-C., patriarche du peuple juif.
- Libérat et Bajulus († ?), martyrs à Rome.
- Malou (VIIe siècle ?), prêtre à Hautvillers, en Champagne.
- Philogone († 322 ou 324), avocat devenu patriarche d'Antioche et de tout l'Orient, défenseur de la foi orthodoxe face à l'arianisme.
- Ursan († vers 620 ou 625) — ou « Ursanne », «Urscin », « Ursanus », « Ursannus », « Urs », ou « Gurgan » —, disciple de saint Colomban, ermite dans le Clos-du-Doubs, abbé fondateur d'un monastère précurseur de Saint-Ursanne, en Suisse.
- Zéphyrin († 217), 15e pape, de 199 à 217, Romain d'origine.

#### Saints et bienheureux des Églises catholiques
Saints et bienheureux des Églises catholiques :
- Dominique de Silos († 1073), berger de Navarre, prêtre et ermite, prieur du monastère de San Millán de la Cogolla, abbé du monastère de Saint-Sébastien à Silos, en Vieille-Castille.
- Gonzalve de Silos († 1073), bienheureux moine bénédictin.
- Macaire l'Écossais († 1153), bienheureux, moine bénédictin écossais, élu abbé d'un monastère nommé Saint-Jacques, à Wurzbourg en Allemagne.
- Michel Piaszczynski (en) († 1940), bienheureux prêtre polonais martyr.
- Pierre de La Cadirète (ca) († 1277), bienheureux dominicain espagnol martyr.
- Pierre de Massalenis († 1453), bienheureux originaire d'Othoca, en Sardaigne, pèlerin en Terre sainte, puis moine bénédictin à Saint-Michel de Murano (en), à Venise, à partir de 1410.
- Vincent Romano († 1831), bienheureux prêtre italien.

#### Saints orthodoxes
Saints des Églises orthodoxes :
- Daniel II de Serbie († 1338), archevêque de Serbie - date selon le calendrier Julien.
- Ignace des Grottes de Kiev (ru) († 1435), higoumène.
- Jean de Cronstadt († 1908), fils de sacristain russe de la région d'Arkhangelsk, prêtre à Cronstadt, thaumaturge, auteur de Ma Vie en Christ.
- Jean le Tailleur († 1650) — ou « Jean de Thassos » —, né à Mariès sur l'île de Thassos, tailleur, martyr à Constantinople par la main de musulmans.

### Prénoms du jour
- Théophile.

Et aussi :
- Isaac et ses variantes ou diminutifs : Ike, Itzhak, Isḥāq et Yitzhak.
- Jacob et sa forme féminine Jacobine.
- Philogone.
- Ursan et ses variantes : Urs, Ursa, Ursanne.
- Zéphyrin, sa variante masculine Zéphirin et leurs formes féminines Zéphirine et Zéphyrine.

## Traditions et superstitions

### Dicton
- « Au vingt de Noël, les jours rallongent d'un pas d'hirondelle. »[16]

### Astrologie
Signe du zodiaque : 28e jour du Sagittaire.